# 麻漾
麻漾是一个位于中国江苏省吴江市的湖泊，面积约为10.7平方千米，平均水深约为2米，蓄水量约为2100万立方米。